# Лабрадорит
Лабрадоритът е обогатен с калций  фелдшпатов минерал, идентифициран за първи път в Лабрадор, Канада. Той може да демонстрира ирисцентен ефект.
Лабрадоритът е междинен до калциев член от серията плагиоклази. Има процентно съдържание на анортит (%An) между 50 и 70. Специфичното тегло варира от 2,68 до 2,72. Ивицата е бяла, като повечето силикати. Коефициентът на пречупване варира от 1,559 до 1,573. Както при всички членове на плагиоклазите, кристалната система е триклинна и има три посоки на цепителност, две от които са почти под прав ъгъл и са по-очевидни, като са с добро до перфектно качество (докато третата посока е лоша). Среща се под формата на прозрачни, бели до сиви, подобни на блокчета до релестовидни[ неясно? ] зърна в обикновени мафични магмени скали като базалт и габро, както и в анортозити.

## Възникване
Геологичният тип област за лабрадорит е остров Пол близо до град Нейн в Лабрадор, Канада. Също така са докладвани находища в Полша, Норвегия, Финландия и различни други места по света, със забележимо разпространение в Мадагаскар, Китай, Австралия, Словакия и Съединените щати. 

## Лабрадоресценция
Лабрадоритът може да има преливащ оптичен ефект, известен като „лабрадоресценция“. Терминът „лабрадоресценция“ е въведен от Ове Балтазар Бьогилд.
Принос към разбирането на произхода и причината за ефекта са направени от Робърт Щрут, 4-ти барон Рейли (1923 г.) и от Бьогилд (1924 г.).